# Chris Oliver
Cedric Christopher Oliver, detto Chris (Kernersville, 15 luglio 1985), è un ex cestista statunitense.

## Palmarès
- Campionato francese: 1

Nanterre: 2012-13
- EuroChallenge: 1

BG 74 Gottingen: 2009-10